# Chlumec nad Cidlinou IV
Chlumec nad Cidlinou IV (Pražské Předměstí) je část města Chlumec nad Cidlinou v okrese Hradec Králové. Nachází se na severu Chlumce nad Cidlinou. V roce 2009 zde bylo evidováno 890 adres. V roce 2001 zde trvale žilo 2996 obyvatel.
Regulační plán čtvrti Chlumec nad Cidlinou IV byl zpracován za funkčního období starosty Zikmunda Kozelky ing. Vlachem v letech 1906 - 08. Tento regulační plán definoval čtvrť jako vilovou zástavbu zahradního charakteru.
Do Chlumce nad Cidlinou IV spadá zámek Karlova Koruna, nádraží Chlumec nad Cidlinou, městské muzeum Loreta, sokolovna, kostel Nejsvětější Trojice a řada dalších významných míst. 
Chlumec nad Cidlinou IV leží v katastrálním území Chlumec nad Cidlinou o výměře 17,02 km2.